# Laguna Beach: The Real Orange County
Vous pouvez aider à l'améliorer ou bien discuter des problèmes sur sa page de discussion.
- Il n'est pas vérifiable et peut contenir des informations totalement erronées. Il est fortement conseillé aux contributeurs d'étayer son contenu par des sources fiables. Sans cela, sa suppression pourrait être envisagée. (si vous venez d'apposer le bandeau, veuillez cliquer sur ce lien pour créer la discussion et en afficher les indications). (Marqué depuis août 2024)
- Il peut contenir un travail inédit ou des déclarations non vérifiées. Vous pouvez l’améliorer en ajoutant des références. (Marqué depuis août 2024)

- Archive Wikiwix
- Bing
- Cairn
- DuckDuckGo
- E. Universalis
- Gallica
- Google
- G. Books
- G. News
- G. Scholar
- Persée
- Qwant
- (zh) Baidu
- (ru) Yandex
- (wd) trouver des œuvres sur Wikidata

Vous pouvez aider à l'améliorer ou bien discuter des problèmes sur sa page de discussion.
- Il ne cite pas suffisamment ses sources. Vous pouvez indiquer les passages à sourcer avec {{référence nécessaire}} ou {{Référence souhaitée}}, et inclure les références utiles en les liant aux notes de bas de page. (Marqué depuis août 2024)
- Son texte doit être wikifié : il ne correspond pas à la mise en forme Wikipédia (style, typographie, liens internes, liens entre les wikis, etc.). (Marqué depuis août 2024)

- Archive Wikiwix
- Bing
- Cairn
- DuckDuckGo
- E. Universalis
- Gallica
- Google
- G. Books
- G. News
- G. Scholar
- Persée
- Qwant
- (zh) Baidu
- (ru) Yandex
- (wd) trouver des œuvres sur Wikidata

Laguna Beach: The Real Orange County, souvent désignée sous le nom de Laguna Beach, est une émission de téléréalité en 43 épisodes de 22 minutes diffusée entre le 28 septembre 2004 et le 15 novembre 2006 sur MTV.
Au Québec, l'émission est diffusée à partir du 30 août 2006 à MusiquePlus.
Le titre, The Real Orange County, fait référence à la série télévisée The O.C. (Newport Beach en VF), ayant débuté un an plus tôt sur le réseau Fox.

## Synopsis
Elle suit la vie de plusieurs adolescents de Laguna Beach, une ville du Comté d'Orange en Californie.

## Distribution

### Première et deuxième saison (2004-2005)
- Lauren Conrad
- Kristin Cavallari
- Stephen Colletti (VF : Donald Reignoux)
- Lo Bosworth (en)
- Talan Torriero
- Morgan Olsen
- Trey Phillips
- Christina Schuller

Ajouts à la deuxième saison
- Taylor Cole
- Alex Murrel (en)
- Jessica Smith
- Jason Wahler

### Troisième saison (2006)
- Cameron Brinkman
- Tessa Keller
- Breanna Conrad
- Lexie Contursi (en)
- Raquel Donatelli
- Cami Edwards
- Kelan Hurley
- Chase Johnson
- Kyndra Mayo